# Javier Albalá
Javier Albalá (Ginebra, 5 de abril de 1969) es un actor español.

## Biografía
Estudió con Martin Adjemián, Judith Wayner y Juan Carlos Corazza. Participó en varios cortometrajes, pasándose luego al largometraje y a las series de televisión. En el año 2011 obtuvo el Premio Unión de Actores al mejor actor protagonista de televisión por su actuación durante el 2010 en la serie Pelotas.

## Filmografía

### Cine
| Año  | Título                             | Personaje         | Dirección              |
| ---- | ---------------------------------- | ----------------- | ---------------------- |
| 1993 | El laberinto griego                |                   |                        |
| 1995 | Morirás en Chafarinas              |                   |                        |
| 1996 | Razones sentimentales              |                   |                        |
| 1996 | Más que amor, frenesí              |                   |                        |
| 1996 | El ángel de la guarda              |                   |                        |
| 1997 | Chevrolet                          |                   |                        |
| 1998 | Quince                             |                   | Francisco Rodríguez    |
| 1998 | Blanca Madison                     |                   |                        |
| 1999 | Cascabel                           |                   |                        |
| 1999 | Segunda piel                       |                   |                        |
| 1999 | Entre las piernas                  |                   |                        |
| 2000 | Todo me pasa a mí                  |                   |                        |
| 2000 | Los aficionados                    |                   |                        |
| 2001 | El último cuento                   |                   |                        |
| 2001 | La caída del imperio               |                   |                        |
| 2002 | Entre abril y julio                |                   |                        |
| 2004 | Muertos comunes                    |                   |                        |
| 2005 | Síndrome                           |                   |                        |
| 2005 | Real, la película                  | Tomás             | Borja Manso            |
| 2006 | Las locuras de Don Quijote         | El cautivo        | Rafael Alcázar         |
| 2006 | De bares                           | Óscar             | Mario Iglesias         |
| 2007 | Mujeres en el parque               | Miguel            | Felipe Vega            |
| 2009 | Hienas                             | Pepe              | Norberto Ramos del Val |
| 2011 | El último fin de semana            | Tipo              | Norberto Ramos del Val |
| 2017 | Call TV                            | Arsenio           | Norberto Ramos del Val |
| 2018 | 75 días (Los crímenes de Alcàsser) | Vicente           | Marc Romero            |
| 2022 | Agua                               |                   | Vicente Pérez Herrero  |
| 2023 | Kené                               | Padre de Cristina | Vicente Pérez Herrero  |

### Cortometrajes
| Año  | Título                 | Personaje      | Dirección                   |
| ---- | ---------------------- | -------------- | --------------------------- |
| 2004 | Nada personal          |                | Elena Tamés                 |
| 2005 | Padre                  |                | Ben Temple                  |
| 2005 | Re                     |                | Alberto Fernandez-Arguelles |
| 2007 | Lenguaje               | Novio          | Chedey Reyes                |
| 2007 | Catalina               |                | Mario Iglesias              |
| 2009 | Amores breves          |                | Cristóbal Pinto             |
| 2012 | Hannah O Miley         | Padre          | Álvaro Aránguez             |
| 2016 | Gracias por venir      | Víctor         | Ricardo Gómez               |
| 2020 | Lo efímero             | Novio de Sergi | Jorge Muriel                |
| 2021 | El hijo del pecador    | Padre          | Rafael Peralta              |
| 2023 | Demasiado tiempo libre |                | Senén Fernández             |

### Televisión
| Año       | Serie                  | Canal              | Personaje        | Notas         |
| --------- | ---------------------- | ------------------ | ---------------- | ------------- |
| 1991-1992 | Crónicas urbanas       | La 2               |                  | 2 episodios   |
| 1992      | Crónicas del mal       | RTVE               | Gamberro         | 1 episodio    |
| 1993      | Lleno, por favor       | Antena 3           |                  | 1 episodio    |
| 1994      | La mujer de tu vida    | La 1               |                  | 1 episodio    |
| 1996      | Colegio Mayor          | Telemadrid         |                  | 1 episodio    |
| 2000      | Raquel busca su sitio  | La 1               | David            | 25 episodios  |
| 2001      | Abogados               | Telecinco          | Pablo de la Peña | 7 episodios   |
| 2006-2007 | SMS: Sin miedo a soñar | laSexta            | David            | 185 episodios |
| 2007-2008 | Cuéntame cómo pasó     | La 1               | Víctor           | 11 episodios  |
| 2009-2010 | Pelotas                | La 1               | Chechu Nieto     | 24 episodios  |
| 2011      | Ángel o demonio        | Telecinco          |                  | 1 episodio    |
| 2012      | La conspiración        | RTVE               | Félix Maiz       | TV Movie      |
| 2017      | La zona                | Movistar Plus+     | Marcos           | 1 episodio    |
| 2019      | Brigada Costa del Sol  | Telecinco          |                  | 1 episodio    |
| 2021      | Parot                  | La 1 y Prime Video | Jorge Nieto      | 10 episodios  |
| 2023      | Un cuento perfecto     | Netflix            | Detective        | 3 episodios   |
| 2023-2024 | Amar es para siempre   | Antena 3           | Isidro Delgado   | 142 episodios |

### Otros
- Hienas (Serie web)

## Teatro
- La gaviota (2012)